# إليزابيث لوبيز
إليزابيث لوبيز (بالإسبانية: Elisabeth López) مواليد 27 يناير 1975 في باريس، هي لاعبة كرة يد إسبانية. مثلت منتخب إسبانيا لكرة اليد للسيدات. شاركت في دورة الألعاب الأولمبية الصيفية سنة 2004.

## روابط خارجية
- إليزابيث لوبيز على موقع الاتحاد الأوروبي لكرة اليد (الإنجليزية)
- إليزابيث لوبيز على موقع اللجنة الأولمبية الدولية (الإنجليزية)
- إليزابيث لوبيز على موقع أوليمبيديا (الإنجليزية)